# Fischerfruchttaube
Die Fischerfruchttaube (Ptilinopus fischeri), auch Rotohr-Fruchttaube genannt, ist eine Art der Taubenvögel. Sie kommt in drei Unterarten ausschließlich auf Sulawesi vor.

## Erscheinungsbild
Die Fischerfruchttaube erreicht eine Körperlänge von 36 Zentimetern. Es ist eine verhältnismäßig große, kräftig gebaute Fruchttaube. Kopf und die Körperunterseite sind rauchgrau. Im Gesicht hat die Fischerfruchttaube unterhalb des Auges jeweils einen roten Fleck, die jeweils über die Ohrregion verlaufen und die durch ein schwarzes Nackenband miteinander verbunden sind. Der hintere Hals und der obere Mantel sind dunkelgrau. Der Rücken sowie der Bürzel sind dunkelgrün. Die Unterschwanzdecken sowie die Befiederung der Läufe sind graugrün mit cremefarbenen Sprenkeln. Die Handschwingen sind dunkel. Die Federn der äußeren Armschwingen haben gelbe Außensäume. Die Iris ist braun. Der Schnabel ist grünlich, die Füße sind rötlich.

## Verhalten und Lebensraum
Die Fischerfruchttaube ist eine endemische Art der Bergwälder auf Sulawesi. Sie ist in ihrem Verbreitungsgebiet verhältnismäßig selten, wird aber von der IUCN zu den nicht gefährdeten Arten gezählt (least concern). Ihre Höhenverbreitung auf Sulawesi reicht von 1.000 bis 3.000 Metern. Sie kommt am häufigsten in Höhenlagen über 2.000 Metern vor. Sie scheint unempfindlich gegenüber Holzeinschlag zu sein, weil sie auch in Regionen mit Waldrodungen gesichtet wird. 
Sie ist eine sehr scheue und unauffällige Art, die auch nicht durch ihren Gesang auffällt. Sie lebt überwiegend einzeln. Das Nest wird niedrig im Gebüsch oder in Bäumen errichtet und findet sich häufig nicht mehr als einen Meter über dem Erdboden. Das Nest wird in typischer Taubenmanier als lose Plattform errichtet. Das Gelege besteht nur aus einem Ei. Ansonsten ist nichts über die Fortpflanzungsgewohnheiten dieser Art bekannt.

## Belege